# KBS 뉴스 9 충북
《KBS 뉴스 9 충북》은 KBS 청주 1TV에서 매주 평일 오후 9시 30분, 주말 오후 9시 10분에 방송 중인 충북 지역 메인 뉴스 프로그램이다.

## 개요
KBS 청주 9시 뉴스로 읽는다.

## 앵커
| 대수 | 앵커   | 앵커   | 진행 기간                          | 비고                                      |
| 대수 | 남성   | 여성   | 진행 기간                          | 비고                                      |
| ---- | ------ | ------ | ---------------------------------- | ----------------------------------------- |
| 1대  | 김영중 | 김윤혜 | 2005년 5월 2일 ~ 2010년 12월 31일  |                                           |
| 2대  | 천춘환 | 김윤혜 | 2011년 1월 3일 ~ 2013년 10월 18일  |                                           |
| 3대  | 천춘환 | 이승현 | 2013년 10월 21일 ~ 2014년 5월 16일 |                                           |
| 임시 | 천춘환 | 김윤혜 | 2014년 5월 19일 ~ 2014년 6월 6일   |                                           |
| 4대  | 천춘환 | 백선일 | 2014년 6월 9일 ~ 2015년 12월 31일  | [ 1 ] [ 2 ]                               |
| 5대  | 이해수 | 백선일 | 2016년 1월 1일 ~ 2018년 8월 31일   | [ 3 ] [ 4 ]                               |
| 6대  | 양문석 | 이승휘 | 2018년 9월 3일 ~ 2019년 2월 22일   | [ 5 ] [ 6 ] [ 7 ] [ 8 ]                   |
| 임시 | 양문석 | 김윤혜 | 2019년 2월 25일 ~ 2019년 3월 15일  |                                           |
| 7대  | 양문석 | 박종화 | 2019년 3월 18일 ~ 2019년 11월 1일  |                                           |
| 8대  | 양문석 | 최인희 | 2019년 11월 4일 ~ 2020년 7월 10일  |                                           |
| 9대  | 이규명 | 최인희 | 2020년 7월 13일 ~ 2021년 3월 26일  |                                           |
| 10대 | 이해수 | 빈칸   | 2021년 3월 29일 ~ 2024년 2월 2일   | [ 9 ]                                     |
| 11대 | 양문석 | 이지현 | 2024년 2월 5일 ~ 2025년 1월 24일   | [ 10 ] [ 11 ] [ 12 ] [ 13 ] [ 14 ] [ 15 ] |
| 12대 | 양문석 | 빈칸   | 2025년 1월 27일 ~ 현재             | [ 16 ] [ 17 ]                             |

## 경쟁 프로그램
- MBC 뉴스데스크 충북 (MBC 충북 TV)
- CJB 8 뉴스 (CJB TV)